# Vijenac (czasopismo)
Vijenac – chorwacki dwutygodnik ukazujący się od 1993 roku. Jest wydawany przez Maticę hrvatską.
Jej pierwszym redaktorem naczelnym był Slobodan Prosperov Novak. Vijenac na początku swojego istnienia reprezentował nurty liberalne, na przełomie XX i XXI wieku dystansując się od tematów politycznych. Powrót do nich był zauważalny po 2008 roku.